# Ribeira Grande (río)
Ribeira Grande es un riachuelo o arroyo del país africano de Cabo Verde, en la costa norte de la isla de Santo Antão.
El río corre de suroeste a noreste, desembocando en el Océano Atlántico en el centro de la ciudad de Ribeira Grande. El valle del río es bastante encajonado, las laderas se utilizan para la agricultura por medio de terrazas y gracias a un sistema de riego. Se cultiva la caña de azúcar, plátanos, yuca, ñame, etc.